# Fichier des passagers aériens
Le Fichier des passagers aériens (FPA) est un fichier français, créé, à titre expérimental, par un arrêté de décembre 2006 en application de la loi du 23 janvier 2006 sur le terrorisme (article 7) et de la directive 2004/82/CE « concernant l'obligation pour les transporteurs de communiquer les données relatives aux passagers  », ou données APIS (pour Advance Passenger Information System (en)). Pris après avis de la CNIL, l'article 5 de l'arrêté prévoit, en application de la loi de 2006, l'interconnexion du FPA avec le fichier des personnes recherchées (FPR) et le système information Schengen (SIS), notamment à des fins de répression de l'immigration illégale. Par ailleurs, le droit d'opposition prévu par la loi informatique et libertés de 1978 est dénié. 
L'« expérimentation » est reconduite deux ans, en janvier 2009, après un nouvel avis de la CNIL. 
En 2008, la CNIL a pris « acte de la prise en compte de ses observations s'agissant de l'effacement des mentions « connu » ou « inconnu », issues du rapprochement des données passagers (dites « données APIS ») avec le fichier des personnes recherchées (FPR) et du système d'information Schengen (SIS), dans un délai de vingt-quatre heures afin d'éviter le maintien d'informations périmées au sein du FPA ».
Les données sont conservées 5 ans et le fichier relève de la direction centrale de la police aux frontières du ministère de l'Intérieur . Les données satisfont aux normes EDIFACT, permettant de faciliter l'échange de données informatisé, ainsi qu'aux normes PAXLST (Passenger List Message).
Les agents pouvant consulter ce fichier incluent, entre autres :
- la plupart des agents de la police aux frontières ;
- certains agents de la « sous-direction chargée de la lutte contre l'immigration irrégulière et le travail illégal des étrangers » de la direction du Renseignement de la préfecture de police (DRPP, ex-RG) ;
- l'UCLAT (unité de coordination de la lutte antiterroriste) ;
- DGSI (renseignement) ;
- Office central de lutte contre le crime organisé ;
- Office central pour la répression de la grande délinquance financière ;
- Office central pour la répression de l’immigration irrégulière et de l’emploi d’étrangers sans titre ;
- Office central de lutte contre la criminalité liée aux technologies de l'information et de la communication ;
- la direction régionale de la police judiciaire de Paris ;
- l'Office central de lutte contre les atteintes à l'environnement et à la santé publique, etc.